# Юрдыхой
Юрдыхой — покинутый аул в Галанчожском районе Чеченской Республики.

## География
Расположен на левом берегу реки Тонгихойэрк, к юго-востоку от районного центра Галанчож.
Ближайшие развалины бывших сёл: на северо-западе — Баухой, Сенахой и Эльпаро, на северо-востоке — Эзихой, на юго-востоке — Чухшланой, Тонгахой и Амкалой, на юго-западе — Гезехой и Пеж-Басхой.

## История
В 1944 году всё население ЧИ АССР было выселено, после восстановления ЧИ АССР чеченцам было запрещено возвращаться в свои исконные районы: Галанчожский, Шатойский и Итум-Калинский.